# Онг, Уолтер
Уо́лтер Онг (англ. Walter Jackson Ong, 30 ноября 1912, Канзас-Сити, США — 12 августа 2003, Сент-Луис, США) — американский теолог, педагог, представитель экологии средств коммуникации, исследователь языка, письменности и литературы. Католический священник, член Ордена Иисуса (иезуит).
Президент Ассоциации современного языка.

## Биография
Отец — протестант, мать — католичка, был воспитан в католической вере. В 1935 примкнул к ордену иезуитов, в 1946 принял священнический сан.

## Обучение
Закончил Рокхёрстский университет в Канзас-Сити со степенью бакалавра гуманитарных наук по латинскому языку. Во время учёбы был членом университетского студенческого братства Альфа Дельта Гамма. В 1941 получил степень магистра по английскому языку в Сент-Луисском университете (руководителем его диплома о лирике Хопкинса был молодой Маршалл Маклюэн), также имел степени лиценциата по философии и теологии. Получил учёную степень доктора философии Ph.D по английскому языку защитив в Гарвардском университете под руководством историка Перри Миллера диссертацию о Петре Рамусе (1955).

## Исследовательская и преподавательская деятельность
С 1954 в течение 35 лет преподавал в Сент-Луисском университете. В 1974 выступал от Линкольн-центра с лекциями в Камеруне, Заире, Сенегале, Нигерии. Читал лекции в Торонтском, Йельском и Корнеллском университетах. В понимании проблем коммуникации испытал влияние Д. Рисмена и М. Маклюэна, а в понимании истории культуры — Э. Хэвлока.
Автор трудов по истории словесности и взаимовлиянию теологии и литературы. Наиболее известен историческими исследованиями восприятия и мышления, где его основным предметом был переход западной цивилизации от устной коммуникации к письменной и воздействие «технологизации слова» и «технологии письма», в том числе как это проявилось в литературе и науке, а также в таких литературных формах, как лирика, роман и др.

## Труды

### Книги
- Frontiers in American Catholicism; essays on ideology and culture. New York, Macmillan, 1957 (5 изданий)
- Ramus, method, and the decay of dialogue; from the art of discourse to the art of reason. Cambridge: Harvard University Press, 1958 (5 изданий)
- The barbarian within, and other fugitive essays and studies. New York: Macmillan, 1962 (2 издания)
- The presence of the word; some prolegomena for cultural and religious history. New Haven: Yale University Press, 1967 (9 изданий)
- In the human grain; further explorations of contemporary culture. New York: Macmillan, 1967 (3 издания)
- Rhetoric, romance, and technology; studies in the interaction of expression and culture. Ithaca: Cornell University Press, 1971 (3 издания)
- Interfaces of the word: studies in the evolution of consciousness and culture. Ithaca: Cornell University Press, 1977 (4 издания)
- Fighting for life: contest, sexuality, and consciousness. Ithaca: Cornell University Press, 1981 (3 издания)
- Orality and literacy: the technologizing of the word. London; New York: Methuen, 1982 (28 изданий)
- Hopkins, the self, and God. Toronto; Buffalo: University of Toronto Press, 1986 (3 издания)
- Faith and Contexts. Vols.1-4/ Thomas J. Farrell, Paul A. Soukup, eds. Atlanta: Scholars Puplications, 1992—1999

### Интервью
- Altree W. Why talk?: A conversation about language with Walter J. Ong. San Francisco: Chandler & Sharp Publishers, 1973

### Сводные издания
- An Ong reader: challenges for further inquiry/Thomas J. Farrell, Paul A. Soukup, eds. Cresskill: Hampton Press, 2002 (2 издания)

## Признание
Уолтер Онг — кавалер Ордена Академических пальмовых ветвей от правительства Франции (1963) за книгу про Пьера де Ламе. Член Американской академии искусств и наук (1971), член Ассоциации экологии средств коммуникации (Media Ecology Association (MEA)). В 1978 был избран президентом Американской ассоциации исследователей современных языков (MLA), был президентом Американского Мильтоновского общества.
Книги Уолтера Онга в 1970—1980-е гг. оказали широкое влияние на гуманитарную мысль, переведены на многие языки мира, воздействие его идей продолжается.
В связи со столетием У. Онга Ассоциация экологии средств коммуникации провела свой очередной ежегодный съезд («THE CROSSROADS OF THE WORD», New York, Manhattan College, June 7-10, 2012).
Полемику с идеями У. Онга открыл Фрэнк Кермоуд в книге «Новые эссе» (1971).
В Советском Союзе впервые с идеями Уолтера Онга можно было ознакомиться в написанном В. Териным реферате книги «Маклюэн: горячее и холодное» (McLuhan: Hot & Cool. Ed. by G.E. Stearn, New York: Dial Press, 1969), который был опубликован в сборнике «Идеологическая функция технократических концепций пропаганды. Выпуск 2» (М.: ИНИОН АН СССР, 1977, с.53-71). Уже в заголовке реферата «научный» редактор сборника заменил перевод английского «cool (medium)» — то есть по терминологии М. Маклюэна, «прохладное (средство коммуникации)» — на «холодное», что является грубой ошибкой перевода, имея в виду не только это английское слово само по себе, но и смысл, вкладываемый в него как в понятие М. Маклюэном.